# Cloro estratosférico efectivo equivalente
El cloro estratosférico efectivo equivalente (CESE o EESC por sus siglas en inglés, equivalent effective stratospheric chlorine) proporciona una estimación de la cantidad efectiva total de halógenos (cloro y bromo) en la estratosfera. Se calcula a partir de la emisión de clorofluorocarbono y compuestos halogenados relacionados en la troposfera (atmósfera inferior) y su eficiencia para contribuir al agotamiento del ozono estratosférico (potencial de agotamiento del ozono u ODP por "ozone depletion potential"), y haciendo suposiciones sobre los tiempos de transporte a la atmósfera superior (estratosfera). Este parámetro se utiliza para cuantificar el agotamiento del ozono artificial y sus cambios con el tiempo. Como consecuencia del Protocolo de Montreal y sus enmiendas que eliminan gradualmente las sustancias que agotan el ozono (SDO, ozone-depleting substances), el CESE alcanzó el máximo a fines de los años 90 y ahora está disminuyendo lentamente.